# Like You
"Like You" je pjesma američkog rock sastava Evanescence s albuma The Open Door. Posvećena je Amynoj preminuloj sestri, baš kao i pjesma "Hello" s albuma Fallen. To je druga pjesma nastala za album, odmah nakon "Snow White Queen" i jedna od najdražih pjesama Terryja Balsama koji je također radio na njoj.